# Cherryville (Karolina Północna)
Cherryville – miasto w Stanach Zjednoczonych, w stanie Karolina Północna, w hrabstwie Gaston.